# Mende
Mende là tỉnh lỵ của tỉnh Lozère, thuộc vùng hành chính Occitanie của nước Pháp, có dân số là 11.804 người (thời điểm 1999). Tọa độ địa lý của xã là 44° 31' vĩ độ bắc, 03° 30' kinh độ đông. Mende nằm trên độ cao trung bình là 732 mét trên mực nước biển, có điểm thấp nhất là 691 mét và điểm cao nhất là 1.236 mét.

## Khí hậu
| Dữ liệu khí hậu của Mende, 1981 - 2010  | Dữ liệu khí hậu của Mende, 1981 - 2010 | Dữ liệu khí hậu của Mende, 1981 - 2010 | Dữ liệu khí hậu của Mende, 1981 - 2010 | Dữ liệu khí hậu của Mende, 1981 - 2010 | Dữ liệu khí hậu của Mende, 1981 - 2010 | Dữ liệu khí hậu của Mende, 1981 - 2010 | Dữ liệu khí hậu của Mende, 1981 - 2010 | Dữ liệu khí hậu của Mende, 1981 - 2010 | Dữ liệu khí hậu của Mende, 1981 - 2010 | Dữ liệu khí hậu của Mende, 1981 - 2010 | Dữ liệu khí hậu của Mende, 1981 - 2010 | Dữ liệu khí hậu của Mende, 1981 - 2010 | Dữ liệu khí hậu của Mende, 1981 - 2010 |
| Tháng                                   | 1                                      | 2                                      | 3                                      | 4                                      | 5                                      | 6                                      | 7                                      | 8                                      | 9                                      | 10                                     | 11                                     | 12                                     | Năm                                    |
| --------------------------------------- | -------------------------------------- | -------------------------------------- | -------------------------------------- | -------------------------------------- | -------------------------------------- | -------------------------------------- | -------------------------------------- | -------------------------------------- | -------------------------------------- | -------------------------------------- | -------------------------------------- | -------------------------------------- | -------------------------------------- |
| Trung bình ngày tối đa °C (°F)          | 4.8 (40.6)                             | 5.6 (42.1)                             | 8.8 (47.8)                             | 11.3 (52.3)                            | 15.6 (60.1)                            | 19.9 (67.8)                            | 23.4 (74.1)                            | 23.1 (73.6)                            | 18.7 (65.7)                            | 13.9 (57.0)                            | 8.3 (46.9)                             | 5.6 (42.1)                             | 13.3 (55.9)                            |
| Trung bình ngày °C (°F)                 | 0.9 (33.6)                             | 1.2 (34.2)                             | 4.0 (39.2)                             | 6.3 (43.3)                             | 10.4 (50.7)                            | 14.0 (57.2)                            | 16.9 (62.4)                            | 16.6 (61.9)                            | 13.0 (55.4)                            | 9.3 (48.7)                             | 4.3 (39.7)                             | 1.8 (35.2)                             | 8.3 (46.9)                             |
| Tối thiểu trung bình ngày °C (°F)       | −3.1 (26.4)                            | −3.1 (26.4)                            | −0.9 (30.4)                            | 1.3 (34.3)                             | 5.0 (41.0)                             | 8.1 (46.6)                             | 10.3 (50.5)                            | 10.1 (50.2)                            | 7.3 (45.1)                             | 4.7 (40.5)                             | 0.3 (32.5)                             | −2.1 (28.2)                            | 3.2 (37.8)                             |
| Lượng Giáng thủy trung bình mm (inches) | 55.1 (2.17)                            | 46.2 (1.82)                            | 48.2 (1.90)                            | 78.7 (3.10)                            | 88.6 (3.49)                            | 73.8 (2.91)                            | 48.1 (1.89)                            | 64.8 (2.55)                            | 92.0 (3.62)                            | 94.3 (3.71)                            | 83.9 (3.30)                            | 68.6 (2.70)                            | 842.3 (33.16)                          |
| Số giờ nắng trung bình tháng            | 109.1                                  | 123.2                                  | 168.4                                  | 170.6                                  | 205.5                                  | 243.4                                  | 285.4                                  | 249.1                                  | 197.4                                  | 131.7                                  | 97.1                                   | 96.1                                   | 2.069,2                                |
| Nguồn: Météo climat                     |                                        |                                        |                                        |                                        |                                        |                                        |                                        |                                        |                                        |                                        |                                        |                                        |                                        |

## Thông tin nhân khẩu
| 1936  | 1946  | 1954  | 1962  | 1968  | 1975   | 1982   | 1990   | 1999   |
| ----- | ----- | ----- | ----- | ----- | ------ | ------ | ------ | ------ |
| 6 499 | 7 003 | 7 752 | 8 337 | 9 713 | 10 451 | 10 929 | 11 286 | 11 804 |